# Синегнойная палочка
Синегно́йная па́лочка (лат. Pseudomonas aeruginosa) — вид грамотрицательных аэробных подвижных палочковидных бактерий. Обитает в воде, почве, условно патогенна для человека, возбудитель внутрибольничных инфекций у человека. Лечение затруднительно ввиду высокой устойчивости к антибиотикам.

## Биологические свойства

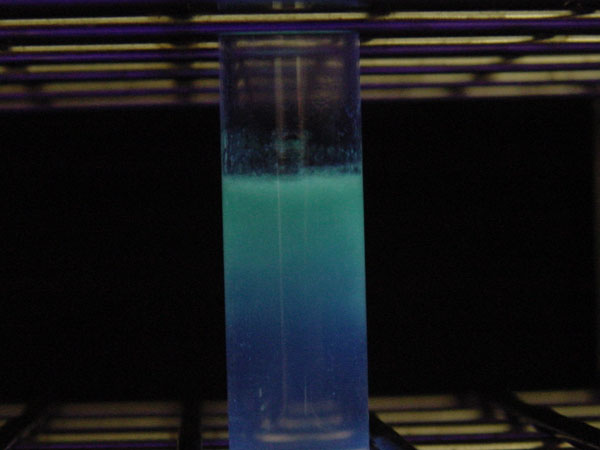
Флюоресценция пиовердина

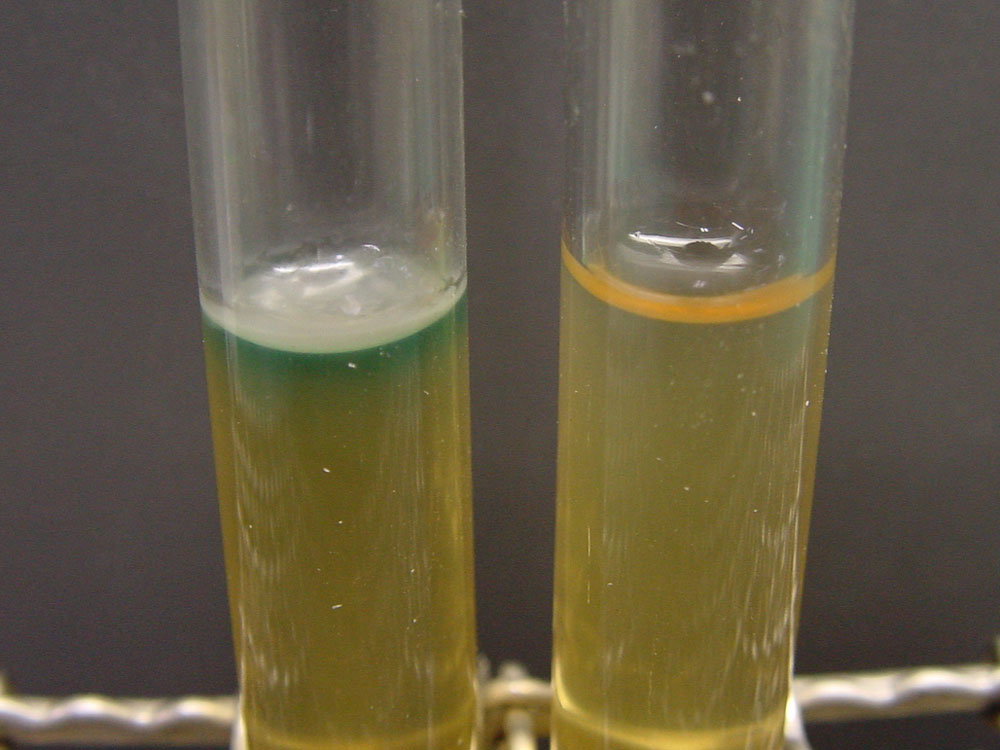
Продукция сине-зелёного пигмента пиоцианина (слева) — важнейший диагностический признак

Прямая или искривлённая с закруглёнными концами палочка, 1—5 × 0,5—1,0 мкм, монотрих или лофотрих. Хемоорганогетеротроф, факультативный анаэроб. Облигатный аэроб (денитрификатор). Растёт на МПА (среда окрашивается в сине-зелёный цвет), МПБ (в среде помутнение и плёнка, также сине-зелёный цвет). Растёт при 42 °C (оптимум — 37 °C), селективная среда — ЦПX-агар (питательный агар с хлоридом цетилпиридиния). Образует протеазы. На плотных питательных средах диссоциирует на три формы — R-, S- и M-форму. Продуцирует характерные пигменты: пиоцианин (феназиновый пигмент, окрашивает питательную среду в сине-зелёный цвет, экстрагируется хлороформом), пиовердин (желто-зелёный флюоресцирующий в ультрафиолетовых лучах пигмент) и пиорубин (бурого цвета). Некоторые штаммы осуществляют биодеструкцию углеводородов и формальдегида. Длина геномов варьирует в диапазоне 5,5—7,0 × 106 п. н., GC-состав оценивается в пределах 65—67 %.

## Патогенность
Pseudomonas aeruginosa обнаруживается при абсцессах и гнойных ранах, ассоциирована с энтеритами и циститами. P. aeruginosa является одним из распространённейших возбудителей нозокомиальных инфекций ввиду того, что P. aeruginosa особенно легко поражает лиц с ослабленным иммунным статусом. Факторами патогенности P. aeruginosa является наличие подвижности, токсинообразование, продукция гидролитических ферментов. Резистентность к действию антибиотиков иногда указывают как фактор, неблагоприятно влияющий на прогноз заболевания, хотя её значимость не всегда очевидна. P. aeruginosa устойчива к действию многих беталактамов, аминогликозидов, фторированных хинолонов.

## Социальное поведение
Pseudomonas aeruginosa благодаря сигнальным молекулам, формирующим чувство кворума, могут принимать общие решения для приспособления к особенностям среды и собственной защиты. Это делает их особо устойчивыми даже к большим дозам антибиотиков. Формируемая, например, таким способом биоплёнка защищает целую колонию от попадания в неё вредных веществ, в том числе и антибиотиков, чем сильно затрудняет лечение.
Доказано, что некоторые вещества, например содержащиеся в чесноке, оказывают ингибиторное воздействие на социальное поведение Pseudomonas aeruginosa, тем самым делая лечение более эффективным, помогая антибиотикам проникнуть к клеткам бактерии через биоплёнку, которая либо хуже, либо совсем не формируется.

## Экспресс-диагностика
Российские учёные из Лаборатории физических методов биосенсорики и нанотераностики Физического факультета Московского государственного университета им. М. В. Ломоносова при поддержке Российского научного фонда (РНФ) разработали наноструктурированный композитный материал на основе кремния и наночастиц золота и серебра, который способен детектировать инфицирование человека синегнойной палочкой. Метод основан на обнаружении пиоцианина, который является специфическим метаболитом синегнойной палочки вида Pseudomonas aeruginosa. Для ранней детекции следов пиоцианина используется метод Раман-спектроскопии на матрице из кремниевых нанопроволочек (SiNW), модифицированных наночастицами серебра и золота. Методика позволяет обнаружить молекулы пиоцианина вплоть до концентрации 10−9 М. Ранняя диагностика псевдомональной инфекции особенно важна для спасения жизни больных муковисцидозом.

## Вакцины
В 2015—2018 годах в клинике Витацелл была разработана псевдомонадная инактивированная жидкая вакцина против синегнойной палочки Псевдо-Примавак, содержащая антигены инактивированных штаммов Pseudomonas aeruginosa. Её можно вводить даже при обострении хронических заболеваний, вызванных P. aeruginosa, не дожидаясь полной или частичной ремиссии.
В Институте микробиологии и иммунологии им. И. И. Мечникова НАМН Украины был разработан фотодинамический способ изготовления автовакцины (англ. Autogenous vaccines) против синегнойной палочки по усовершенствованной технологии. При этом бактерии свежеудалённого штамма синегнойной палочки обрабатывают двумя фотосенсибилизаторами эндогенного происхождения — рибофлавином и викасолом, а затем облучают ультрафиолетом и светом фотополимерной лампы, чтобы инактивировать эти бактерии.